# Михайловский сельский совет (Машевский район)
Михайловский сельский совет (укр. Михайлівська сільська рада) — входит в состав
[[]] 
[[]] 
Украины.
Административный центр сельского совета находится в 
с. Михайловка.

## История
- 1923 — дата образования.

## Населённые пункты совета
- с. Михайловка
- с. Жирковка
- с. Любимовка
- с. Первомайское